# Димитрис Куцумбас
Димитрис Куцумбас (на гръцки: Δημήτρης Κουτσούμπας; роден на 10 август 1955 г.) е гръцки комунистически политик и член на гръцкия парламент. Избран е за генерален секретар на Комунистическата партия на Гърция (КПГ) на 14 април 2013 г., на който пост заменя Алека Папарига.

## Ранен живот и образование
Куцумбас е роден на 10 август 1955 г. в Ламия, Гърция. Семейството му е участвало в Гръцката съпротива като част от Националния освободителен фронт и някои от него са екзекутирани от нацистките войски по време на окупацията на Гърция от Оста или от военните съдилища по време на Гръцката гражданска война; останалите са били по затвори и в изгнание. Баща му, Апостолис Куцумбас, член на КПГ, е арестуван през 1945 г. в Лариса заради политическите си действия; той е съден, хвърлен в затвора и живее в изгнание в продължение на осем години. Куцумбас завършва гимназия през юни 1973 г., явява се на приемния общогръцки изпит и учи право. Постъпва в Юридическия факултет на Атинския университет.

## Политическа кариера
През ноември 1973 г. Куцумбас участва във въстанието на Атинската политехника срещу режима на полковниците, а през декември се присъединява към забранената партия Комунистическа младеж на Гърция. През 1987 г. Куцумбас е избран за първи път за член на Централния комитет на КПГ, в който е преизбиран през следващите години. През 1996 г. е избран за първи път за член на политическото бюро на Централния комитет. През същата година става директор на официалния вестник на партията Ризоспастис, на който пост остава през следващото десетилетие. По време на политическата си кариера оглавява и секцията за международни отношения на Централния комитет. Кандидат е на парламентарните избори през 2000 г. и 2007 г. за областната единица Беотия, но не е избран.
На 19-ия конгрес на партията, проведен на 14 април 2013 г., Куцумбас е избран за генерален секретар на Централния комитет, наследявайки Алека Папарига. От януари 2015 г. е член на гръцкия парламент. През октомври 2023 г. за първи път става най-популярната политическа фигура в страната според проучване на Metron Analysis за Mega TV с 47% одобрение, изпреварвайки действащия министър-председател Кириакос Мицотакис, който има 44%.

## Личен живот
Куцумбас е женен за Анастасия Контогиани и има дъщеря. Дядо му е свещеник и участник в гръцката съпротива.